# Studenycia (obwód żytomierski)
Studenycia (ukr. Студениця) – wieś na Ukrainie, w obwodzie żytomierskim, w rejonie żytomierskim. W 2001 liczyła 1437 mieszkańców, wśród których 1411 jako ojczysty język wskazało ukraiński, a 26 rosyjski.